# Amphiporus greenmani
Amphiporus greenmani är en djurart som tillhör fylumet slemmaskar, och som beskrevs av Montgomery 1897. Amphiporus greenmani ingår i släktet Amphiporus och familjen Amphiporidae. Inga underarter finns listade i Catalogue of Life.